# العروس!
العروس! (بالإنجليزية: The Bride!) هو فيلم خيال علمي أمريكي قادم من تأليف وإخراج وإنتاج ماغي جيلنهال، وبطولة بينيلوبي كروز، وكريستيان بيل، وجيسي باكلي، وبيتر سارسجارد (زوج جيلنهال)، وآنيت بنينغ، وشقيق جيلنهال الأصغر، جيك جيلنهال. الفيلم مستوحى من فيلم عروس فرانكنشتاين للمخرج چيمس وال عام 1935، والذي اُقتبس من رواية الكاتبة البريطانية ماري شيلي فرانكشتاين أو إله النار الجديد عام 1818.
من المقرر أن يعرض الفيلم في الولايات المتحدة في 26 سبتمبر 2025 بواسطة شركة وارنر برذرز بيكتشرز.

## طاقم العمل
- بينيلوبي كروز بدور ميرنا
- كريستيان بيل بدور وحش فرانكنشتاين
- جيسي باكلي بدور عروس فرانكنشتاين
- بيتر سارسجارد بدور المحقق
- آنيت بنينغ
- جوليان هوف
- جون ماغارو
- جيني برلين
- جيك جيلنهال

## الإنتاج

### تطور الأحداث
في أغسطس 2023، أُعلن عن نسخة جديدة من إبداعات ماري شيلي على نتفليكس، من تأليف وإخراج ماجي جيلنهال وبطولة كريستيان بيل وبيتر سارسجارد. ومع ذلك، ورد أن نتفليكس تركت المشروع في نفس الشهر، واختارت بدلاً من ذلك إنتاج فيلم فرانكشتاين منفصل من تأليف وإخراج غييرمو ديل تورو. في نوفمبر 2023، ورد أن شركة وارنر براذرز بيكتشرز كانت تنتج الفيلم المقتبس بدلاً من ذلك.

### اختيار الممثلين
في أغسطس 2023، أُعلن عن عرض دور في الفيلم على بينيلوبي كروز. في يناير 2024، انضمت جيسي باكلي إلى فريق التمثيل إلى جانب كريستيان بيل، وبيتر سارسجارد، وآنيت بنينغ. في مارس 2024، انضمت جوليان هوف إلى فريق التمثيل، وانضمام جون ماجارو وجيني برلين في الشهر التالي. في يونيو، انضم جيك جيلنهال إلى فريق التمثيل في دور غير معلن.

### التصوير
بدأ التصوير الرئيسي في مارس 2024. ومن المقرر أن تشمل مواقع التصوير مدينة نيويورك.

## تاريخ الإصدار
من المقرر إصدار فيلم العروس! في الولايات المتحدة في 26 سبتمبر 2025. بعدما كان من المقرر في الأصل إصداره في 3 أكتوبر 2025.

## وصلات خارجية
- العروس! على موقع IMDb (الإنجليزية)
- العروس! على موقع روتن توميتوز (الإنجليزية)
- العروس! على موقع ألو سيني (الفرنسية)
- العروس! على موقع قاعدة بيانات الفيلم (الإنجليزية)
- العروس! على موقع ليتربوكسد (الإنجليزية)